# Palmitos
Palmitos é um município do estado de Santa Catarina, na região Sul do Brasil, distando 616 km da capital estadual, Florianópolis. Sua população contabilizada no Censo 2022, de acordo com o IBGE, era de 15 626 habitantes. Pertence à Região Geográfica Imediata de Chapecó e à Região Geográfica Intermediária de Chapecó.
O município destaca-se no turismo em águas termais, compondo o Vale das Águas, região turística de Santa Catarina rica na oferta de águas termais, minerais ou sulfurosas.

## Etimologia
A explicação mais aceitável para o nome que o município leva é pela existência no local de palmeiras nativas da Mata Atlântica, conhecidas como palmito.

## História
Em 1926, agricultores vindos do Rio Grande do Sul começaram a construir casas, onde hoje se situa a Linha Cascalho, no sul do município. O engenheiro alemão Carlos Culmey liderava o grupo formados pelas famílias Otto, Bortolanza, Trenepol, Knapp e Daenecke entre outras, sendo que maioria destes colonos eram descendentes de alemães e italianos.
O primeiro a morar na cidade foi Fernando Otto, que construiu um grande casarão, depois um grande hotel que abrigava compradores de terra do Rio Grande do Sul. Em 1938, o então distrito de Chapecó passou a chamar-se Passarinhos e, em 1947, foi denominado Palmitos, sendo desmembrado de Chapecó em 1953.
Em 2 de março de 1954, Palmitos tornou-se município, e teve o tenente Olavo Spaldin de Souza como prefeito nomeado pelo governo do Estado. Em 3 de outubro de 1954 foi eleito o prefeito Avelino Alves Triches, comerciante de madeira, amigo de Carlos Culmey e um dos colaboradores da Companhia Sul Brasil e também foi eleita a primeira Câmara de Vereadores, composta de sete vereadores.

## Rodovias
Palmitos fica à margem da SC-283, 16 km a oeste de São Carlos. Vindo de Chapecó pela SC-283, a distância é de 65 km. Vindo do sul pela BR-158, a distância é de 216 km. Em Palmitos também existe a Rodovia Claumir Luiz Trevisol que é um acesso até o distrito de Santa Lúcia.

## Festas
- Festa do Colono e Motorista : É a festa mais tradicional da cidade e ocorre há mais de 40 anos. É comemorada no dia 25 de julho com bailes, jantares e o desfile dos colonos e dos caminhoneiros.
- Festa do Vinho Colonial e Expoleite : Ocorre há 14 anos no Centro de Exposições da Cidade (CTG Porteira d'oeste). A festa movimenta mais de 30 mil pessoas em seus 3 dias de duração e acontece a cada 2 anos. Muitas bandas já tocaram na festa, tais como Gian e Giovani, Mercosul entre outras.

## Educação
Ensino superior
- UAB - UAB Polo Palmitos

- Grupo Santa Rita (antiga FAP)
- Universidade do Estado de Santa Catarina

Ensino básico
- Escola Estadual de Educação Básica Princesa Isabel
- Escola Estadual de Educação Básica Felisberto de Carvalho
- Escola Estadual de Educação Básica Jorge Lacerda

## Atividades econômicas
As principais atividades econômicas são a bovinocultura de leite, produção de suínos e aves, a atividade agrícola voltada à produção de grãos, destacando-se o milho, o soja e o feijão.
Palmitos tem a segunda maior bacia leiteira do estado de Santa Catarina.
No município está a sede da Cooperativa A1, a mais antiga rede de cooperativas do estado.

## Secretaria
Palmitos é sede da 29ª Secretaria de Estado do Desenvolvimento Regional (SDR), secretaria vinculada ao poder executivo estadual, a qual estão vinculados os municípios de Águas de Chapecó, Cunhataí, Caibi, Mondaí, Riqueza, Cunha Porã São Carlos, além do próprio município sede.
O secretário de Estado do Desenvolvimento Regional é Élio Pedro Hoss Godoy (de São Carlos/SC), precedido por Ruben Fritz Prass (Palmitos/SC), Alencar Fiegenbaum (Palmitos/SC), Mauro de Nadal (Cunha Porã), Manfried Rutzen (Riqueza) e Adilson Zeni (Águas de Chapecó), este que implantou a SDR durante o governo de Luiz Henrique da Silveira.

## Turismo
Fontes de águas termais,trilhas,cachoeiras,banhos de rios,vista panorâmica do rio Uruguai,comidas e Vinhos Coloniais.Palmitos oferece tudo isso com uma ótima infraestrutura.
Alguns pontos turísticos de Palmitos:
- Ilha Redonda
- Gruta Nossa Senhora de Lurdes
- Monumento à Nossa Senhora da Saúde
- Rio Uruguai
- Praça Carlos Culmey
- Estádio Municipal Pércio Lucca
- Parque de Exposição e Eventos Odacir Valdameri
- Ginásio Municipal Sigisfredo Norberto Resener
- Santuário Ecológico Nossa Senhora de Aparecida

## Geografia

### Limites
- Norte : Município de Cunha Porã
- Sul : Estado do Rio Grande do Sul
- Leste : Municípios de São Carlos e Cunhataí
- Oeste : Município de Caibi

### Distritos
- Distrito de Sede Oldemburg
- Distrito de Diamantina
- Distrito de Santa Lúcia

#### Bairros
Zona Sul
- Aurora
- Progresso
- Cristo Rei
- Nossa Senhora do Rosário
- Argemiro
- Travessini

Zona Central
- Centro
- Machadinho
- Tancredo Neves
- Bela Vista
- Ressener
- Bortolanza

Zona Norte
- Bom Sucesso
- Bagatini
- Santa Terezinha
- Mundo Novo

### Hidrografia
Palmitos é banhado pelos rio Uruguai, rio Barra Grande e rio São Domingos (fonte de água para a cidade). Há também um pequeno rio que corta a cidade com o nome de rio Palmitos.

## Rádios
- Rádio 101.5 FM
- Rádio Comunitária Vale do Uruguai 98.7 FM
- Rádio Entre Rios 1400 AM

## Canais de televisão
Atualmente o município possui quatro sinais de canal aberto: 
- TV Bandeirantes (canal 6)
- NSC TV Chapecó (TV Globo)  (canal 11)
- TV Novo Tempo (canal 4)
- NDTV Chapecó (Record TV) (canal 8)